# Jean-Louis Masson (homme politique, 1947)
Pour les articles homonymes, voir Jean-Louis Masson et Masson.
Jean-Louis Masson, né le 25 mars 1947 à Metz, est un homme politique français.
Député de la Moselle de 1978 à 1997, il en a été sénateur de 2001 à 2023. Membre du Rassemblement pour la République (RPR), de l'Union pour un mouvement populaire (UMP) et président du micro-parti Démocratie et république (DR), il siège parmi les non-inscrits à partir du début des années 2000, avant de se rapprocher de l'extrême droite. En 2021, il est élu conseiller régional du Grand Est sur la liste Rassemblement national de Laurent Jacobelli.

## Situation personnelle
Après avoir été élève de l'École polytechnique (promotion 1966), Jean-Louis Masson est diplômé de l’École nationale supérieure des mines de Paris (promotion 1974).
Il est en outre docteur d’État ès sciences économiques (1977), diplômé en histoire moderne de l'École pratique des hautes études (1982) et docteur en droit (1983).
Il est ingénieur en chef des mines et ancien inspecteur national des installations nucléaires.

## Parcours politique

### Au niveau local
En 1976, il est élu conseiller général sans étiquette du canton de Vigy et constamment réélu depuis lors.
Il tente d'être candidat aux élections municipales de 1983 à Metz. Mais, accusé d'avoir fait rédiger un tract diffamatoire anonyme contre lui-même dans l'optique de jeter le discrédit sur Jean-Marie Rausch, sénateur et maire sortant, il ne présente pas de liste.
En 1989, il est élu conseiller municipal de Metz après avoir conduit la liste Metz pour tous, et réélu en 1995. Il quitte le conseil municipal de Metz lors du renouvellement de 2001.  
En mars 1998, il conduit une liste indépendante aux élections régionales et obtient trois sièges en Moselle (le mode de scrutin permettait à l'époque de se présenter uniquement dans un seul département). Il devient alors vice-président du Conseil régional de Lorraine. Il est de nouveau candidat indépendant lors du scrutin de 2004 (scrutin dans le cadre régional), sa liste fusionne au second tour avec celle de Gérard Longuet.  
Il est conseiller municipal de Nouilly de 2008 à 2020 (réélu en 2014). En 2015, il est élu conseiller départemental dans le canton du Pays messin, nouvellement créé, en tandem avec Martine Gillard.
En 2021, sans pour autant adhérer au Rassemblement national, il sera à la tête de la liste présentée par le parti aux élections régionales en Moselle,.

### Sur le plan national
En 1978, il rejoint le RPR et est élu député de la Moselle en devançant au premier tour un autre candidat de droite, Alice Saunier-Seïté, ministre des Universités parachutée dans le département avec le soutien du président Valéry Giscard d'Estaing et du maire de Metz Jean-Marie Rausch, et en battant au second tour le socialiste Jean-Pierre Masseret.
Il est réélu député à toutes les élections de 1981, 1986, 1988, 1993 et 1997. Il fait partie, durant toute cette période, du groupe RPR. Son élection de 1997 est annulée par le Conseil constitutionnel, sa suppléante Marie-Jo Zimmermann se présente alors à sa place et est élue avec son soutien en février 1998 lors d'une élection partielle. 
Candidat indépendant sans étiquette aux élections sénatoriales de 2001 à la suite de la perte de son siège de député, il est élu sénateur de la Moselle. Il est réélu en 2011 et 2017 ; cette dernière année, sa liste indépendante « Moselle Avenir » devance les listes des partis politiques et enlève deux des cinq sièges à pourvoir, faisant élire Christine Herzog sénatrice.
Il est d’abord membre du groupe RPR puis UMP du Sénat. En novembre 2003, il quitte l'UMP pour conduire, comme en 1998, une liste indépendante aux élections régionales de 2004. Il n'est alors plus qu'apparenté au groupe UMP, dont il est exclu en 2004. Il siège dès lors parmi les non-inscrits du Sénat, la Réunion administrative des sénateurs ne figurant sur la liste d'aucun groupe (RASNAG) ; à l'issue du renouvellement sénatorial de 2020, il est élu délégué de la RASNAG et président de l'association des sénateurs non-inscrits.
Jean-Louis Masson est le seul parlementaire qui n'ait pas participé au vote (déclaré « non-votant ») du 21 juillet 2008 sur le projet de loi constitutionnelle de modernisation des institutions de la Ve République.
Il donne son « parrainage » et soutient Nicolas Dupont-Aignan aux élections présidentielles de 2012 et de 2017. Il le soutient également aux élections européennes de 2019, où il figure symboliquement en dernière position sur la liste de Debout la France.
Lors de la campagne présidentielle de 2022, il aide Marine Le Pen dans la quête des 500 parrainages.

## Affaires judiciaires
Son élection de 1997 est annulée par le Conseil constitutionnel pour avoir financé la campagne d'un concurrent, afin d'affaiblir sa rivale centriste, Nathalie Griesbeck, soutenue par Jean-Marie Rausch. Le rejet de son compte de campagne entraîne son inéligibilité pour un an, ce qui lui fait perdre son mandat de député.
Poursuivi avec Marie-Jo Zimmermann pour abus de confiance et fraude électorale à la suite d'une plainte de Jean-Marie Rausch, qui les accuse d’avoir utilisé des secrétaires payées par l'OPAC de la Moselle (présidé par lui-même) lors des campagnes cantonales de 1994 et législatives de 1997, il est relaxé avec Zimmermann en 2006 par la cour d'appel de Metz.
D'après Mediapart, sa formation Démocratie et république, dépourvue de réelle activité nationale, serait un « parti-guichet », quand elle jouit, en 2010, avec 13 députés et sénateurs affiliés, de subventions publiques et de 18 294 euros de cotisation des adhérents. Dans son livre Argent, Morale, Politique (2017), l’élu divers gauche René Dosière écrit que ce parti présentait des candidats Outre-mer afin de réaliser des scores, même très modestes, pour avoir accès au financement public. À partir de 2014, cette dérogation pour l'outre-mer a été supprimée, un élu métropolitain ne pouvant plus se rattacher à un parti ultra-marin. Pour l'année 2011, le parti présidé par Jean-Louis Masson a perçu 585 459 euros d'aide budgétaire de l’État.
En mai 2009, Jean-Louis Masson est condamné à 2 000 euros d'amende avec sursis et 1 000 euros de dommages et intérêts pour « diffamation » envers son opposant François Grosdidier. Toutefois, par un arrêt du 16 décembre 2015, la cour d’appel de Metz le relaxe reconnaissant sa bonne foi et souligne que le courriel contesté était une réponse « à un fascicule édité par François Grosdidier » ayant été distribué aux élus et aux électeurs en 2013.
En 2017, il est condamné par le tribunal correctionnel de Metz à 2 000 euros d'amende avec sursis et 1 000 euros de dommages et intérêts pour diffamation envers François Grosdidier, qu'il avait accusé d'être au cœur d'un réseau de corruption avec le BTP de la Moselle et de détournement pour des investissements au Maroc. Une semaine plus tard, Jean-Louis Masson porte plainte contre François Grosdidier, qu’il accuse d'avoir échafaudé un scandale sexuel pour le discréditer. La plainte de Jean-Louis Masson est finalement classée sans suite[réf. nécessaire].

## Prises de position

### Anonymat des blogueurs sur internet
Début mai 2010, Jean-Louis Masson est l'auteur d'une proposition de loi visant à rendre obligatoire la publication de l'identité des éditeurs de sites de communication en ligne et en particulier des blogueurs, proposition contre laquelle une pétition a été signé notamment par Pierre Chappaz, PDG de Wikio, Jean-Baptiste Clot de CanalBlog, Frédéric Montagnon d'OverBlog ou encore Jean-François Julliard, secrétaire général de Reporters sans frontières.

### Transparence et encadrement des subventions de la réserve parlementaire
Afin de moraliser la vie publique, le sénateur Jean-Louis Masson a demandé que les crédits de la réserve parlementaire soient gérés avec plus d'équité et de transparence. Il réclame aussi et surtout, qu'un encadrement juridique évite les dérives et autres abus.
Dans ce but, il a déposé le 23 novembre 2012, une proposition de loi sur le sujet,.
Dans le même ordre d'idées, il a interpellé le ministre de l'Intérieur par une question orale lors de la séance publique du Sénat du 5 février 2013.

### Clause de conscience relative au mariage homosexuel
Jean-Louis Masson s’est fermement opposé à la loi sur le mariage entre personnes de même sexe. Il a par ailleurs déposé une proposition de loi autorisant les maires à invoquer la clause de conscience afin de ne pas être obligé de prononcer un mariage homosexuel qui heurterait leurs convictions religieuses ou leur éthique personnelle.
Selon cette proposition de loi, le procureur de la République désignerait alors un officier d’état civil volontaire pour prononcer le mariage à la place du maire,,.

### Suppression du Conseil économique, social et environnemental
En août 2013, Jean-Louis Masson propose de supprimer le Conseil économique, social et environnemental dont il conteste l'efficacité,.
En avril 2016, il dépose dans le même esprit une proposition de loi tendant à supprimer les Conseils économiques, sociaux et environnementaux régionaux,.

### Réforme des collectivités territoriales
En mai 2014, Jean-Louis Masson prend position contre le projet du gouvernement visant à redécouper les régions et à supprimer les départements. Notamment en ce qui concerne l’Est de la France, il réclame soit le statu quo, soit la création d’une grande région Est formée par l’Alsace, la Lorraine et Champagne-Ardenne.
Opposé à tout nouveau transfert de compétences des communes vers les intercommunalités, il est l'un des 49 sénateurs qui votent contre la loi NOTRe.

### Immigration et contrôle des musulmans
Le 13 octobre 2015, à l'occasion du débat sur le projet de loi relatif au droit des étrangers, il se déclare « hostile à l'immigration » pour des raisons conjoncturelles (importance du chômage et difficultés économiques en France) et structurelles (incapacité des dernières vagues d'immigration à s'assimiler, communautarisme et danger terroriste). Achevant son discours à la tribune du Sénat, il déclare que « l'immigration d’aujourd’hui, c'est les terroristes de demain » ; ces propos suscitent un tollé surtout dans les rangs de la gauche. Il propose, en mai 2016, de contrôler en priorité les musulmans pour répondre à la menace terroriste.

### Port du voile islamique
Le 29 octobre 2019, à l'occasion du débat portant sur l'interdiction de port de signes religieux aux parents accompagnateurs lors des sorties scolaires, le sénateur, soutenant cette interdiction, fait une analogie des mères portant un voile islamique à des « sorcières de Halloween », estimant que les enfants sont « pollués par le prosélytisme communautariste », et concluant : « S'ils ne sont pas contents, ils n'ont qu'à retourner d'où ils viennent. ». Ces propos suscitent l'indignation d'une partie de la classe politique,.

## Détail des mandats et fonctions

### Au Parlement
- Délégué de la RASNAG au Sénat (2020-2023)
- Sénateur de la Moselle (2001-2023)
- Député de la Moselle (1978-1997)
- Membre de la délégation parlementaire française à l'Assemblée parlementaire du Conseil de l'Europe (1993-1997 ; 2001-2004)

### Au niveau local
- Conseiller régional du Grand Est (depuis 2021)
- Conseiller départemental de la Moselle, élu dans le canton du Pays messin (2015-2021)
- Conseiller municipal de Nouilly (2008-2020)
- Vice-président du conseil régional de Lorraine (1998-2001)
- Président de l'office HLM de la Moselle (1992-1998)
- Conseiller municipal de Metz (1989-2001)
- Conseiller régional de Lorraine (1978-1986)
- Président du Syndicat mixte du Nord Métropole Lorraine (1976-1986)
- Conseiller général de la Moselle, élu dans le canton de Vigy (1976-2015)

## Publications
- L'Industrie lorraine du fer ou Comment tuer la poule aux œufs d'or (thèse d'État ès sciences économiques remaniée), Paris, Cujas, 1977, 473 p. (BNF 34595731).
- Histoire administrative de la Lorraine : des provinces aux départements et à la région, Paris, Lanore, 1982, 577 p. (BNF 34683566).
- Avec François Breck, Michel Hebenstreit et Patrick Hebting, Le Livre d'or de Noisseville, Metz, Association pour le développement économique, culturel et social de la Lorraine du Nord, 1984, 203 p. (BNF 36606637).
- Provinces, départements, régions : l'organisation administrative de la France, d'hier à demain (thèse de doctorat en droit remaniée), Paris, Lanore, 1984, 698 p. (ISBN 2-85157-003-X, BNF 36619081, lire en ligne).
- Demain, l'acier français, Paris, Cujas, 1986, 404 p. (BNF 34912455).
- Le Canton de Vigy et environs de la Révolution à 1870, Metz, Association pour le développement économique, culturel et social de la Lorraine du Nord, 1989, 288 p..
- Le Département de la Moselle : 200 ans d'histoire, Metz, Serpenoise, 1990, 520 p. (ISBN 2-87692-065-4, BNF 35478831).